# غلستان خميني (كوير آران)
غلستان خمیني (بالإنجليزية: Golestan-e Khomeyni)‏ هي منطقة سكنية تقع في إيران في أصفهان.